# Liste der Straßen, Plätze und Brücken in Hamburg-Billwerder

Lage von Billwerder in Hamburg und im Bezirk Bergedorf (hellrot)

Die Liste der Straßen, Plätze und Brücken in Hamburg-Billwerder ist eine Übersicht der im Hamburger Stadtteil Billwerder vorhandenen Straßen, Plätze und Brücken. Sie ist Teil der Liste der Verkehrsflächen in Hamburg.

## Überblick
In Billwerder (Ortsteilnummer 611) leben 3818 Einwohner (Stand: 31. Dezember 2023) auf 9,5 km². Billwerder liegt in den Postleitzahlenbereichen 21033, 21035 und 22113.
In Billwerder gibt es 22 benannte Verkehrsflächen, darunter sechs Brücken und einen Platz.

## Übersicht der Straßen
Die nachfolgende Tabelle gibt eine Übersicht über alle benannten Verkehrsflächen im Stadtteil sowie einige dazugehörige Informationen. Im Einzelnen sind dies:
- Name/Lage: aktuelle Bezeichnung der Straße. Über den Link (Lage) kann die Straße auf verschiedenen Kartendiensten angezeigt werden. Die Geoposition gibt dabei ungefähr die Mitte an. Bei längeren Straßen, die durch zwei oder mehr Stadtteile führen, kann es daher sein, dass die Koordinate in einem anderen Stadtteil liegt.
- Straßenschlüssel: amtlicher Straßenschlüssel, bestehend aus einem Buchstaben (Anfangsbuchstabe der Straße) und einer dreistelligen Nummer.
- Länge/Maße in Metern:
Hinweis: Die in der Übersicht enthaltenen Längenangaben sind nach mathematischen Regeln auf- oder abgerundete Übersichtswerte, die im Digitalen Atlas Nord[1] mit dem dortigen Maßstab ermittelt wurden. Sie dienen eher Vergleichszwecken und werden, sofern amtliche Werte bekannt sind, ausgetauscht und gesondert gekennzeichnet.
Bei Plätzen sind die Maße in der Form a × b bei rechteckigen Anlagen oder a × b × c bei dreiecksförmigen Anlagen mit a als längster Kante dargestellt.
Der Zusatz (im Stadtteil) gibt an, wie lang die Straße innerhalb des Stadtteils ist, sofern sie durch mehrere Stadtteile verläuft.
- Namensherkunft: Ursprung oder Bezug des Namens.
- Datum der Benennung: Jahr der offiziellen Benennung oder der Ersterwähnung eines Namens, bei Unsicherheiten auch die Angabe eines Zeitraums.
- Anmerkungen: Weitere Informationen bezüglich anliegender Institutionen, der Geschichte der Straße, historischer Bezeichnungen, Baudenkmale usw.
- Bild: Foto der Straße oder eines anliegenden Objektes.

| Name/Lage                           | Straßen- schlüssel | Länge/Maße (in Metern) | Namensherkunft | Datum der Benennung | Anmerkungen | Bild                                  |
| ----------------------------------- | ------------------ | ---------------------- | --- | ------------------- | --- | ------------------------------------- |
| Alter Landweg (Lage)                | A152               | 0425                   | in Anlehnung an den in Billbrook gelegenen Unteren Landweg                                                                              | 1929                | Der Alte Landweg war früher ein Teil des Unteren Landwegs. | Alter Landweg                         |
| Am Gleisdreieck (Lage)              | A752               | 0775                   | nach der Lage | 2016                | | Am Gleisdreieck (Billwerder)          |
| Auf der Bojewiese (Lage)            | A509               | 0080 (im Stadtteil)    | abgeleitet vom Vorbesitzer des Geländes, nach Beckershaus Ludwig Boy, nach Hanke Ludolf Boy                                             | 1921                | nördlich der Bille in Lohbrügge, südlich der Bille östliche Straßenhälfte in Bergedorf, westliche Straßenhälfte in Billwerder                                                                                                   | Auf der Bojewiese (Billwerder)        |
| Billwerder Billdeich (Lage)         | B337               | 7070 (im Stadtteil)    | nach Lage und Funktion im Stadtteil entlang der Bille                                                                                   | vor 1899            | östlich der Einmündung Auf der Bojewiese in Bergedorf | Billwerder Billdeich (Billwerder)     |
| Billwerder Kirchensteg (Lage)       | B339               | 0080 (im Stadtteil)    | nach Lage und Funktion im Stadtteil zur St.-Nikolai-Kirche führend                                                                      | 1948                | nördlich der Bille in Lohbrügge; Fußweg | Billwerder Kirchensteg (Billwerder)   |
| Billwerder Kirchenstegbrücke (Lage) | –                  | 0020                   | in Anlehnung an den Billwerder Kirchensteg                                                                                              | 1961                | überquert die Bille | Billwerder Kirchenstegbrücke          |
| Boberger Furtweg (Lage)             | B420               | 0080                   | nach der Lage zu einer ehemaligen Furt durch die Bille und weiter zum früheren Dorf Boberg                                              | 1926                | | Boberger Furtweg                      |
| Boberger Furtwegbrücke (Lage)       | –                  | 0010 (im Stadtteil)    | in Anlehnung an den Boberger Furtweg | 1961                | überquert die Bille und verbindet den Boberger Furtweg mit der Straße Boberger Furt auf Lohbrügger Seite; nördlicher Teil in Lohbrügge                                                                                          | Boberger Furtwegbrücke                |
| Bojendamm (Lage)                    | B460               | 0025 (im Stadtteil)    | lt. Beckershaus nach einer Flurbezeichnung, lt. Hanke ebenfalls nach Ludolf Boy, nach dem auch die Straße Auf der Bojewiese benannt ist | 1948                | östlich der Bille in Lohbrügge | Bojendamm (Billwerder)                |
| Bojendammbrücke (Lage)              | –                  | 0005 (im Stadtteil)    | in Anlehnung an den Bojendamm | 1961                | überquert die Bille; östlicher Teil in Lohbrügge | Bojendammbrücke                       |
| Bojewiesenbrücke (Lage)             | –                  | 0005 (im Stadtteil)    | in Anlehnung an die Straße Auf der Bojewiese                                                                                            | 1961                | überquert im Zuge der Straße Auf der Bojewiese die Bille; nördlicher Brückenteil in Lohbrügge, südwestlicher Teil in Billwerder, südöstlicher Teil in Bergedorf                                                                 | Bojewiesenbrücke                      |
| Dweerlandweg (Lage)                 | D282               | 1310                   | nach dem dort quer zu den übrigen Landstücken liegenden Land                                                                            | 2003                | niederdeutsch dweer oder dwars = quer; am Dweerlandweg liegt die Justizvollzugsanstalt Billwerder | Dweerlandweg                          |
| Feldhofe (Lage)                     | F059               | 0300 (im Stadtteil)    | nach der Flurbezeichnung „Feldhufe“ | 1950                | westlicher Teil in Moorfleet | Feldhofe (Billwerder)                 |
| Fleetplatz (Lage)                   | F337               | 0110 (im Stadtteil)    | nach der Lage beim Zusammenfluss von Allermöher Bahnfleet und Reiherfleet                                                               | 1996                | südlich des S-Bahnhofs Allermöhe in Neuallermöhe | Fleetplatz (Billwerder)               |
| Glockenhausbrücke (Lage)            | G426               | 0060                   | nach einem ehemaligen Bauernhaus gleichen Namens                                                                                        | 1979                | überquert im Zuge des Billwerder Billdeichs parallel zur Bille die A 1 | Glockenhausbrücke                     |
| Hans-Ulrich-Höller-Weg (Lage)       | H852               | 0100 (im Stadtteil)    | Hans-Ulrich Höller (1929–2007), machte sich um das Naturschutzgebiet „Boberger Niederung“ verdient                                      | 2009                | Höller erhielt für seine Verdienste 2005 die „Loki-Schmidt-Silberpflanze“. Nördlich der Bille in Lohbrügge; Fußweg | Hans-Ulrich-Höller-Weg                |
| Karl-Heinz-Rissmann-Weg (Lage)      | K                  | 0730 (im Stadtteil)    | Karl-Heinz Rissmann (1934–2007), Industriekaufmann und SPD-Politiker                                                                    | 2019                | Rissmann erwarb sich hohe Verdienste um Bergedorf, war seit 2003 Träger der Medaille für treue Arbeit im Dienste des Volkes. Fuß- und Radweg, östlicher Teil in Bergedorf                                                       | Karl-Heinz-Rissmann-Weg               |
| Luxweg (Lage)                       | L325               | 1270                   | Frieda Lux (1890–1953), nach 1913 in der Frauenbewegung tätig, nach 1945 Leiterin der Arbeiterwohlfahrt                                 | 1956                | Frieda Lux lebte bis zu ihrem Tod in dieser Straße. | Luxweg                                |
| Mittlerer Landweg (Lage)            | M211               | 1295 (im Stadtteil)    | nach der Funktion als einer von drei Verbindungswegen zwischen Elbe und Bille                                                           | 1912                | südlich der Mittlerer-Landweg-Brücke in Allermöhe; siehe auch Unterer Landweg und (in Bergedorf) Oberer Landweg | Mittlerer Landweg (Billwerder)        |
| Mittlerer-Landweg-Brücke (Lage)     | –                  | 0010 (im Stadtteil)    | in Anlehnung an den Mittleren Landweg                                                                                                   | 1961                | überquert im Zuge des Mittleren Landwegs den Südlichen Bahngraben; südlicher Brückenteil in Allermöhe | Mittlerer-Landweg-Brücke (Billwerder) |
| Unterer Landweg (Lage)              | L031               | 2130                   | nach der Funktion als einer von drei Verbindungswegen zwischen Elbe und Bille                                                           | 1929                | siehe auch Mittlerer Landweg und (in Bergedorf) Oberer Landweg; es liegen nur die Grundstücke mit den Hausnummern 21/25 sowie 93 auf Billwerder Gebiet, ansonsten komplett in Billbrook, insbesondere die gesamte Straßenfläche | Unterer Landweg                       |
| Walter-Rudolphi-Weg (Lage)          | W497               | 0100 (im Stadtteil)    | Walter Rudolphi (1880–1944), Jurist, Opfer des Nationalsozialismus                                                                      | 1995                | südlich des Südlichen Bahngrabens in Neuallermöhe; in Billwerder nur Fuß- und Radweg | Walter-Rudolphi-Weg (Billwerder)      |